# Святотроїцьке (Павлоградський район)
Святотро́їцьке (до 2024 року — Первомайське) — село в Україні, у Юр'ївській селищній громаді Павлоградського району Дніпропетровської області. Населення за переписом 2001 року становить 136 осіб. До 2017 орган місцевого самоврядування - Преображенська сільська рада.

## Географія
Село Святотроїцьке знаходиться на відстані 1 км від села Преображенка і за 1,5 км від сіл Голубівське і Білозерське. По селу протікає пересихаючий струмок з загатою.

## Історія
12 червня 2020 року, відповідно до розпорядження Кабінету Міністрів України № 709-р «Про визначення адміністративних центрів та затвердження територій територіальних громад Дніпропетровської області», увійшло до складу Юр'ївської селищної громади.
19 липня 2020 року, в результаті адміністративно-територіальної реформи та ліквідації Юр'ївського району, село увійшло до складу Павлоградського району.
19 вересня 2024 року Верховна Рада підтримала перейменування села Первомайське на Святотроїцьке. 26 вересня 2024 року перейменування набуло чинності.

## Інтернет-посилання
- Погода в селі Первомайське